# Euro Truck Simulator
Euro Truck Simulator — відеогра у жанрі симулятора водія-далекобійника з елементами економічної стратегії. Розроблено чеською компанією SCS Software.

## Ігровий процес
Дія гри розгортається в деяких країнах Європейського Союзу (Німеччина, Франція, Італія, Іспанія, Португалія, Нідерланди, Бельгія, Австрія, Чехія, Польща) та Швейцарії. Для того, щоб просунутися в сусідню країну, потрібно купувати ліцензію. У процесі гри треба пройти 5 рівнів складності. Водіїв на відміну від ігор серії 18 Wheels of Steel наймати не можна. У грі присутні вантажівки наступних марок: Runner (Renault Magnum), Majestic (Mercedes-Benz Actros), Valiant (Volvo) та Swift (Scania).

## Країни та міста, присутні в грі
- Німеччина (Берлін, Франкфурт-на-Майні, Мюнхен).
- Франція (Париж, Ліон, Бордо).
- Італія (Рим, Мілан).
- Іспанія (Мадрид, Барселона).
- Португалія (Лісабон).
- Швейцарія (Берн).
- Бельгія (Брюссель).
- Нідерланди (Амстердам).
- Австрія (Відень).
- Чехія (Прага).
- Польща (Варшава).

У 2009 році було випущено додаток Gold Edition, де була додана Велика Британія (Лондон, Манчестер, Ньюкасл-апон-Тайн).